# Cycnoches ventricosum
Cycnoches ventricosum là một loài phong lan.

## Hình ảnh

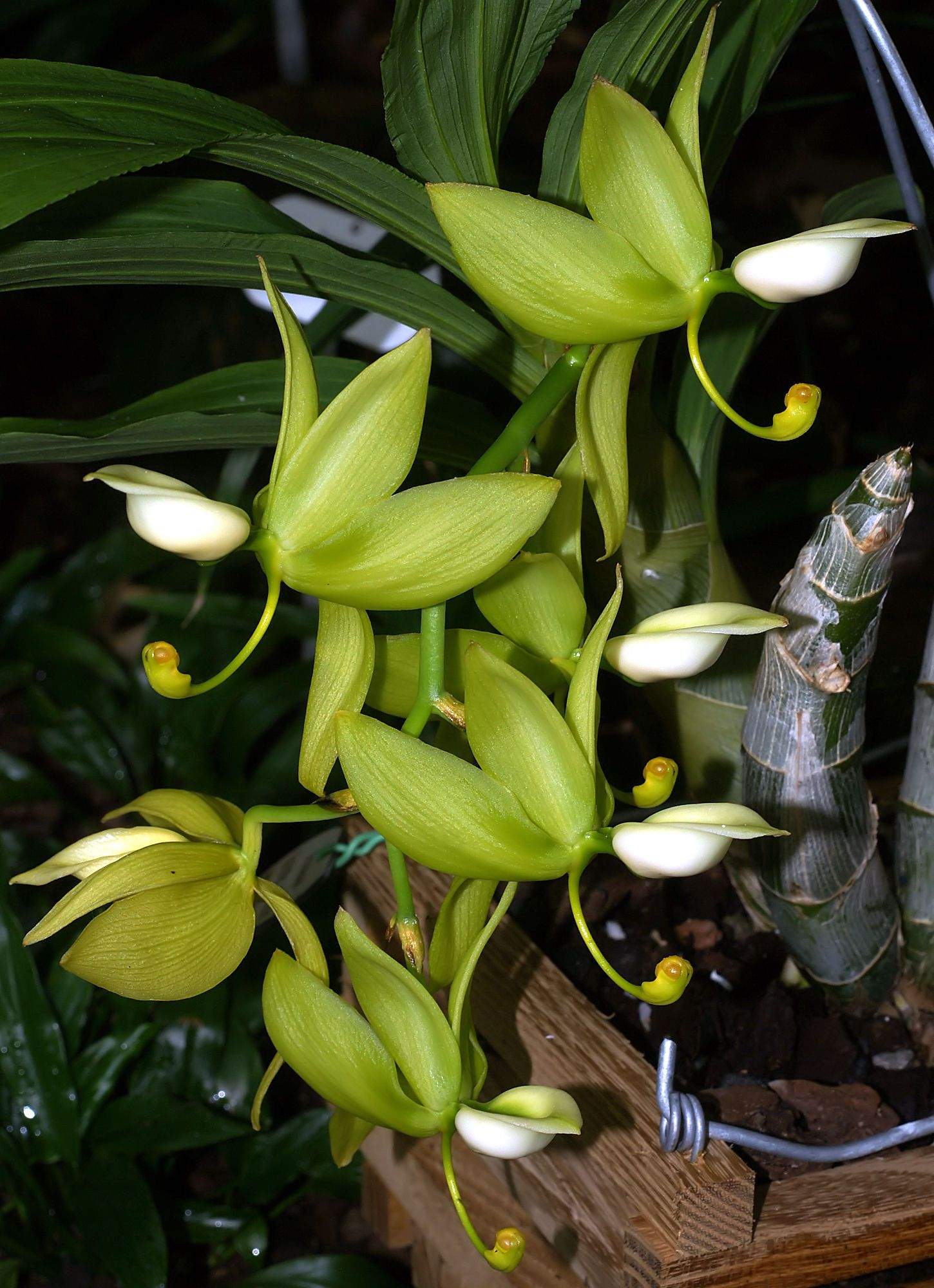
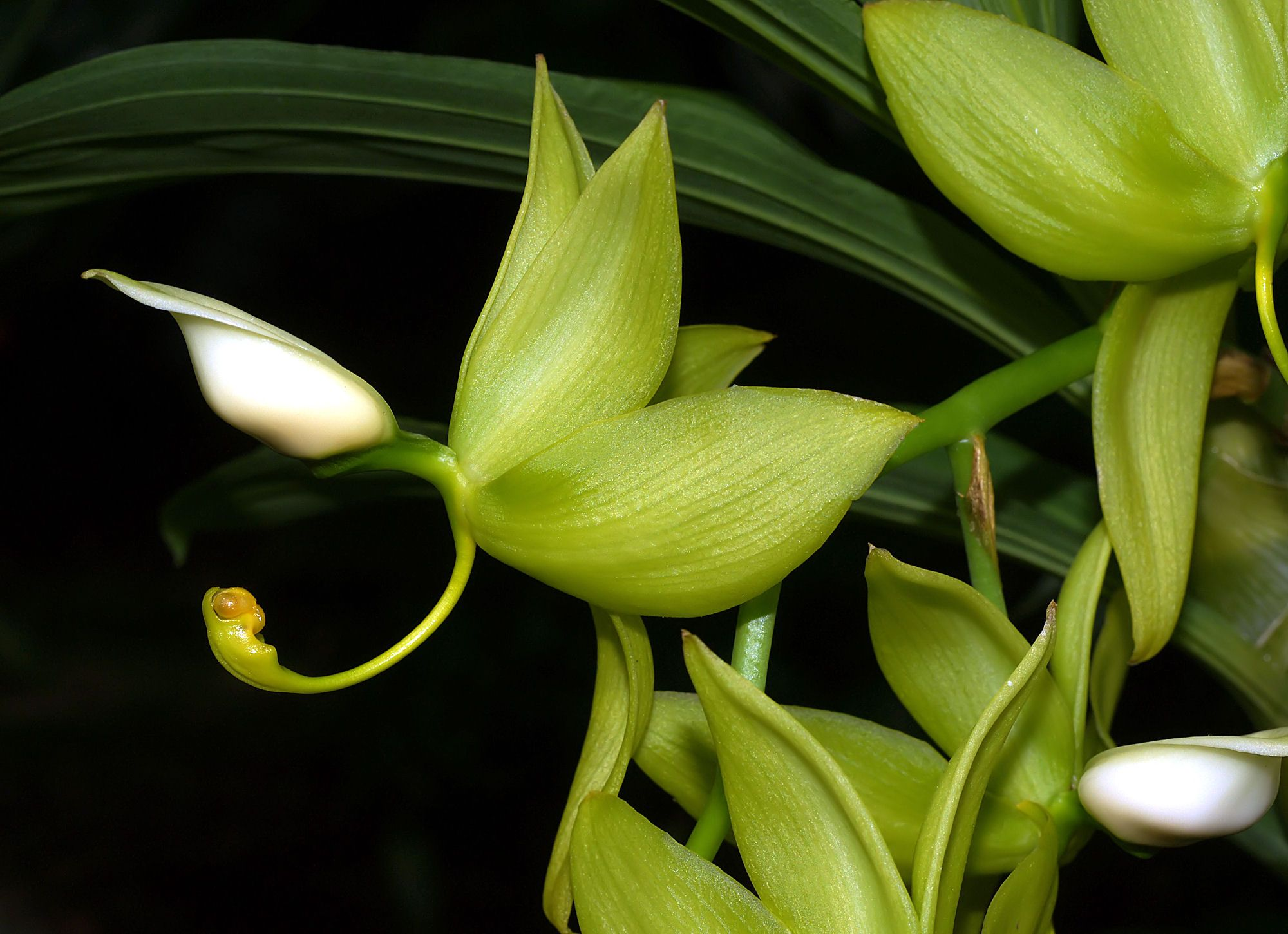
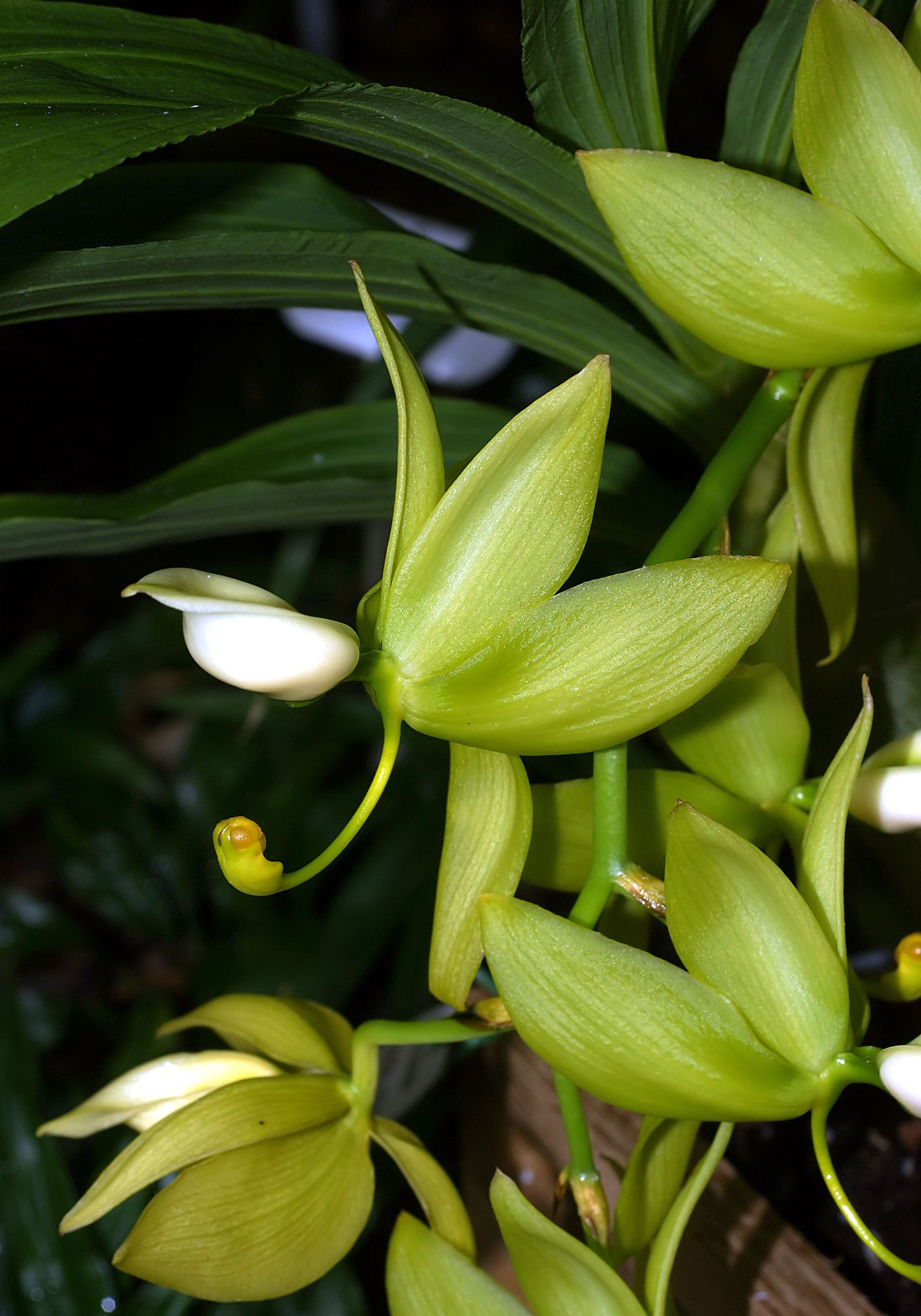
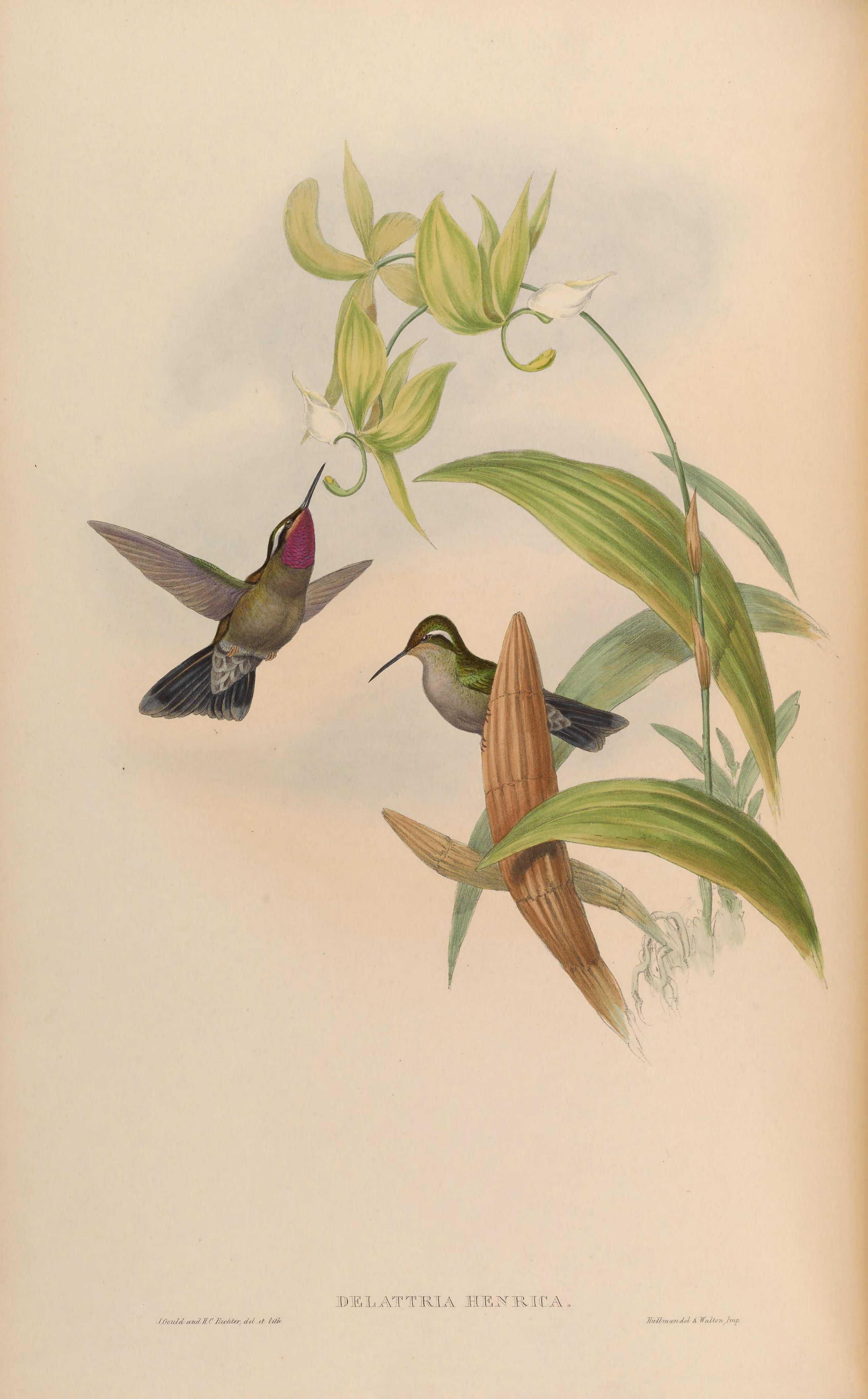